# Палайма, Томас
Томас Г. Палайма (родился 6 октября 1951 г.) — микенолог, профессор (грант Роберта М. Армстронга) и директор-основатель университетской программы по эгейским письменностям и доисторическим исследованиям (PASP) на кафедре классики в Техасском университете в Остине.

## Биография
Палайма родился в Кливленде, штат Огайо. Получил степень бакалавра математики и классики в Бостонском колледже (1973 г.). Затем защитит докторскую диссертацию по античным исследованиям Университета Висконсин-Мэдисон (1980), где его наставником был Э. Беннетт. 
27 мая 1994 года Палайма получил звание почётного доктора факультета гуманитарных наук Упсальского университета, Швеция.
Палима получил пятилетнюю стипендию Макартура в 1985 году за работу по эгейским письменностям. В этой области исследований он сосредоточился на палеографии, почерках писцов и контексте табличек с линейным письмом Б для изучения быта Микенской Греции. Вместе с Х. Меленой редактирует журнал Minos: Revista de Filología Egea.
Среди прочих достижений: публичные письменные выступления по различным вопросам (более 300 с 1999 г.), рецензирование книг по широкому кругу предметов, древних и современных, а также исследование, написание, преподавание и чтение лекций о том, как люди реагировали на войну и насилие.
Был академическим содиректором проекта Aquila Warrior Chorus Project в Остине в течение трех сроков с 2016 по 2020 год. Участвовал в программе предоставления гуманитарного высшего образования для взрослых с низкими доходами.
Много писал о музыке, особенно о Бобе Дилане и его культурном влиянии.
Также он писал о проблемах легкой атлетики NCAA в американских высших учебных заведениях. С 2008 по 2011 год был представителем Техасского университета в Остине в национальной коалиции по межвузовской легкой атлетике.
Также Палайма писал о проблемах в высшем образовании.

## Книги и лекции в Интернете
- The Triple Invention of Writing in Cyprus and Written Sources for Cypriote History (Annual Lecture 2004: The Anastasios G. Leventis Foundation 2005).
- [with E. Pope and F. Kent Reilly] Unlocking the Secrets of Ancient Writing: The Parallel Lives of Michael Ventris and Linda Scheele and the Decipherment of Mycenaean and Mayan Writing, Catalogue of an Exhibition Held at the Nettie Lee Benson Latin American Collection, March 9-August 1, 2000 (Austin 2000).
- edited Aegean Seals, Sealings and Administrations, Proceedings of the NEH-Dickson Conference of the Program in Aegean Scripts and Prehistory of the Department of Classics, University of Texas at Austin January 11-13, 1989, Aegaeum 5 (Liège 1990).
- edited [with C.W. Shelmerdine and P. Hr. Ilievski] Studia Mycenaea (1988), Ziva Antika Monographies No. 7 (Skopje 1989).
- edited [with Y. Duhoux and J. Bennet] Problems in Decipherment, Bibliothèque des Cahiers de l’Institut de Linguistique de Louvain 49 (Louvain-la-Neuve 1989).
- The Scribes of Pylos, Incunabula Graeca 87 (Rome 1988).
- edited [with J.-P. Olivier] Texts, Tablets and Scribes: Studies in Mycenaean Epigraphy and Economy in Honor of Emmett L. Bennett, Jr., Minos Supplement 10 (Salamanca 1988).
- edited [with C.W. Shelmerdine] Pylos Comes Alive: Industry and Administration in a Mycenaean Palace, Papers of a Symposium of the Archaeological Institute of America and Fordham University (New York, 1984).
- «Combat Trauma and the Ancient Stage» New York University Aquila Theatre Company April 2011.
- «Debating the Cultural Evolution of War» with Steve Sonnenberg February 24, 2010.[13]
- «Debate: College Football» with Lino Graglia December 25, 2009.[14]
- «What Does the Iliad Tell Us About War and Why?» National Hellenic Museum Oscar Broneer lecture of the Archaeological Institute of America, February 6, 2014. https://www.youtube.com/watch?v=MDBUxnAsF74